# Gino Coutinho
Gino Coutinho (født 5. august 1982) er en hollandsk fodboldspiller, der spiller som målmand for AZ Alkmaar.

## Karriere
Coutinho har spillet for PSV Eindhoven, NAC Breda, Vitesse og ADO Den Haag i den hollandske Eredivisie. Kun ved Den Haag i 2010/2011 sæsonen havde han en regelmæssig plads i startopstillingen, primært på grund af skade på første målmand Robert Zwinkels.